# Halticus luteicollis
Halticus luteicollis is een wants uit de familie van de blindwantsen (Miridae). De soort werd het eerst wetenschappelijk beschreven door Georg Wolfgang Franz Panzer in 1804.

## Uiterlijk
De ovale blindwants heeft een zwarte, soms bruine glans, is macropteer en kan 3 tot 4 mm lang worden. De antennes zijn geel van kleur en in verhouding vrij lang. Het lichaam is bedekt met goudgele haartjes en het einde van het achterlijf is sterk naar beneden afgebogen. De kop is geel en vaak het halsschild ook gedeeltelijk. Soms is alleen de achterrand van het halsschild zwart, soms is het gehele halsschild zwart. De pootjes zijn geel met uitzondering van de dijen, die gedeeltelijk bruin of zwartbruin gekleurd zijn.  Met de pootjes kan het dier goed springen, net als een vlo, vandaar de Nederlandse naam. De soort kan in Nederland verward worden met de andere vertegenwoordigers uit het genus Halticus, zoals Halticus apterus; die heeft echter geen goudgele haartjes op het lichaam en een zwarte kop. Ook Halticus saltator lijkt er op maar die heeft een geelbruin of roodbruine kop.

## Leefwijze
De wants kent een generatie per jaar en overwintert als eitje. De soort zuigt aan de blaadjes van bosrank (Clematis vitalba) en laat daarbij herkenbare witte vlekjes achter. De volgroeide wantsen kunnen van juni tot augustus gevonden worden langs bosranden en houtwallen waar de waardplant groeit.   

## Leefgebied
De soort wordt in Nederland alleen in Limburg gevonden en is zeer zeldzaam. Het verspreidingsgebied is Palearctisch, van Europa tot in Azië en Noord-Afrika.